# 六八运动
六八运动，或称六八事件、六八革命、六八學運，是指在1960年代中后期、1968年達到高峰的一场全世界由左翼学生和民权运动分子共同发起的反战、反官僚菁英的一系列抗议活动，其主要特征是民众对军事和官僚菁英所实施的政治压迫的反抗。
在法國、西德、意大利等地皆出現學生主导的示威的情況。由於當時正值冷戰，不少左翼的示威者及反戰人士皆有同情共產主義色彩，因此政府特別重视。儘管在社会主义国家中，也有人抗议共产党官僚和军事菁英缺乏言论自由和侵犯其他公民权利。在中欧和东欧，如华沙，波兰和南斯拉夫等地，发生了广泛的抗议活动，其中代表是捷克斯洛伐克的布拉格之春民主運動，日本則有新宿騷亂等極左暴動，土耳其左右冲突亦在此阶段开始，所以並非只在西方出現。
在许多其他资本主义国家中，反对独裁统治，国家压迫和殖民化的斗争也带有1968年的抗议活动的特点，例如北愛爾蘭衝突、墨西哥城的特拉特洛尔科大屠杀以及反1964年巴西政变運動。在美国，这些抗议活动标志着民权运动的转折点，该运动引发了诸如黑豹党等革命运动。为了响应春节攻势，抗议活动还引发了反对越南战争的运动，遍及美国以及伦敦、巴黎、柏林和羅馬。大规模的抗议活动也波及到欧洲。其中最庞大的是法国的五月风暴，学生运动与多达1000万名工人的罢工相联合，几天后，这一运动到了几乎能够推翻政府的地步。

## 背景
六八運動是一場多個因素共同造成的運動。

### 二战后的世界

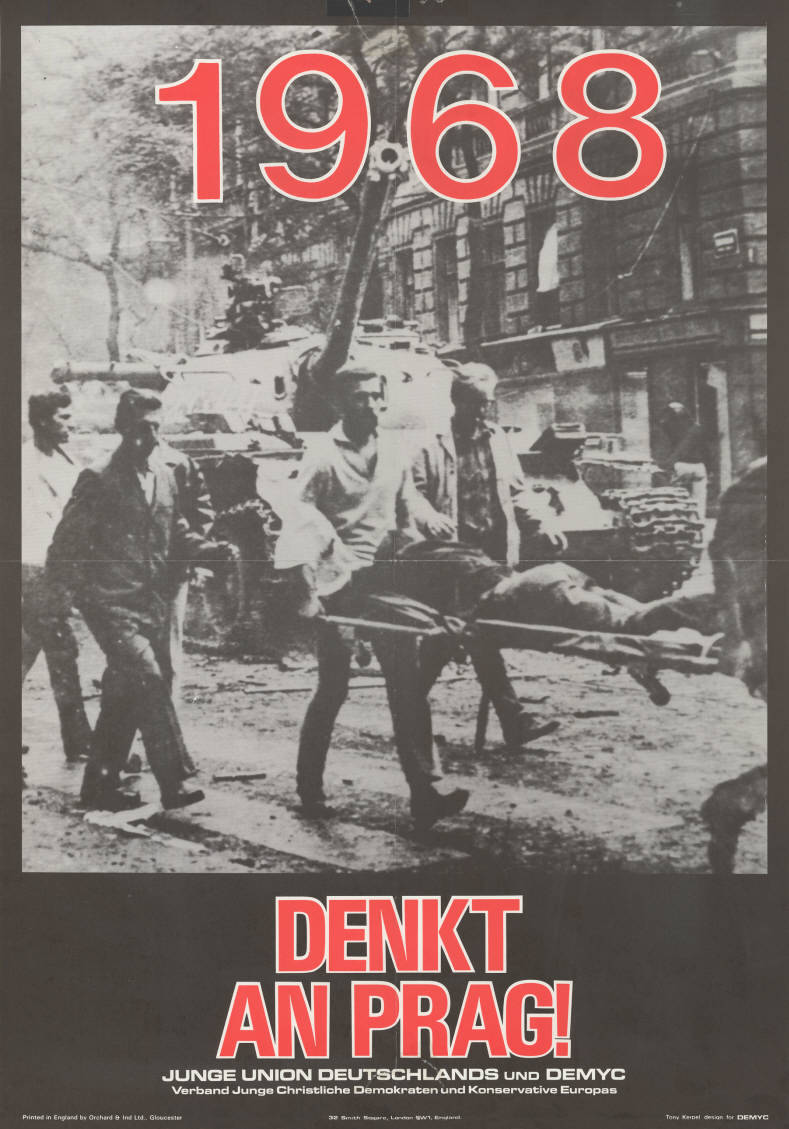
布拉格之春中学生团体青年联盟在街头张贴的海报

二战后，各国人口急剧增长，造成了年轻一代在人口中所占比率急速增长。绝大部分国家出生的这一代婴儿在和平和發展中度過了人生的青年期。他們也是第一代在家享受電視的人類。 電視以兩種方式對這一代產生了深遠的影響：首先，电视给了这些年轻人看待世界的共同视角，在這個時代成長的孩子們不僅分享了他們在電視上觀看的新聞和節目，而且還瞥見了彼此的世界。其次，電視允許年輕一代共同經歷同一件大事，由于教育率在这一时期也在迅速提升，这造成了人们之间能更直接的交流他们的观点。此外，連鎖和加盟饭店的出现让人们有机会在茶余饭后聊聊他们对世界的看法。
古巴导弹危机与冷战则往往是这一代人在茶余饭后谈论的最多的东西。年轻一代在交流中形成了核战争可以轻而易举的结束他们的生命的共识，加以这一时期学校对于防空知识的科普，最终创造了一片无所不在的战争气氛。等到年輕一代再成熟一點的時候，反戰、民權、和平以及女性平權觀念已成為了他們的一部分。

### 社会运动
東方集團在二战后经历了数次大规模的抗议，例如1956年匈牙利革命、东德六一七事件以及波兰的多次罢工事件，如波茲南事件。
1960年代的社會運動，最终在1968年塑造了年轻一代的新的價值觀。美国的民權運動于1968年达到顶峰，马丁·路德·金在这一年四月被一名白人至上主义者暗杀；在北爱尔兰的宗教分裂为北愛爾蘭衝突拉开了序幕；意大利和法蘭西的青年人則進行了大量的社会主义色彩的政治运动；新左翼的理念在歐洲和南美許多國家引起了政治動盪；英国掀起了大规模的反战运动；以巴冲突和非洲独立运动愈演愈烈；在波蘭，華沙大學的大學生衝出校園，聚集在波蘭華沙劇院反對政府對亚当·密茨凯维奇戏剧的禁令，后来这被称为波兰三月事件。
一系列的女性解放運動最終向當時全球存在的兩性問題發起挑戰，戰後的嬰兒潮一代重新評估並重新定義了他們關於婚姻和母親的優先事項。而和平运动则让新一代在质疑权威方面达到了顶峰。而当嬰兒潮一代进入大学时，他们中的大多數開始認同反建制文化，這成為了反叛精神和重估浪潮席捲校園和全世界的動力。1968年的大學生普遍擁護進步和自由的政治理論，他們的激進和對權威的懷疑推動了六八運動。
而1968年發生在東方集團的一系列戲劇性事件顯示极左翼政治与共产主义的关系其实是含糊不清的。1968年发生在贝尔格莱德的学生游行是南斯拉夫二战以来首起大规模示威，不过事实上南斯拉夫的学生运动不仅发生在贝尔格莱德，塞拉耶佛、萨格勒布及卢布尔雅那同樣出現了類似的情景，但要比貝爾格萊德溫和許多。铁托滿足了學生的部分要求，但對於其他要求當局選擇了鎮壓。
而在捷克斯洛伐克则发生了被称为布拉格之春的改革运动。1968年8月，苏联率军入侵捷克斯洛伐克试图逆转这一改革。捷克斯洛伐克公民以消極抵抗來回應苏联對其主權的侵犯。蘇軍士兵驚恐的發現街道上到處都是反對他們的標語，他們的水源常被莫名其妙的切斷，建築物上到處都是花朵、捷克斯洛伐克國旗、以及類似“一頭大象不能吞下一隻刺猬”這樣的標語。街上的行人往苏军坦克上涂万字，乡村的路标被重新涂成“Москва”（莫斯科）以指示士兵们离开捷克斯洛伐克。
1968年8月25日，八名俄国公民在莫斯科红场发起了一次示威，抗議蘇聯入侵捷克斯洛伐克。大概5分鐘後，抗議者們就被警察逮捕並押送至警察局。其中7人被判監禁。

## 各地的情况
六八运动的主力是工人，學生和窮人，他們也面臨著越來越強硬的鎮壓。在下面列出的所有抗議中，最普遍的起因往往是为了擺脫國家壓製本身。
- 在西德，这些事件通常被称为「1960年代西德学生运动」。
- 1968年春天，法國同期發生的學生運動「五月风暴」（Mai 68）。
- 1966年在義大利各地上下因為各大學校的學生制度不合理的問題而導致進一步學生與學校的尖銳矛盾。1968年夏始，義大利米蘭、羅馬等各高校與大學發生學校總罷課，衝突與遊行示威。暴力衝突在當年的秋天達至頂峰，也被稱為火热之秋(Autunno Caldo)。
- 在美國的反越戰示威和民權運動，1962年《休倫港宣言》成為學運的主要訴求，新左派的興起，在1968年達到高峰，及後更引發不少血腥的衝突。（例如，4月末的哥大学生运动、黑豹黨），1969年6月「石牆暴動」是同性戀運動首次激烈衝突。
- 在捷克斯洛伐克，民眾集會抗議蘇聯的控制，最終蘇聯出動坦克鎮壓示威，史稱“布拉格之春”。
- 1968年墨西哥城奧運會開幕的10天前「特拉特洛尔科事件」，也被稱作「特拉特洛爾科大屠殺」、「特拉特洛爾科之夜」，執政革命制度黨進行鎮壓。
- 在日本1960年代至1970年代反對美日安保條約的一系列群眾運動稱為「安保鬥爭」。1967年三里塚抗爭事件，農民、工人與學生組成同盟反強制徵收。1968年夏由東京大學學生發起的「东京大学事件」，並構成了日本全國學生運動的一個重要組成部分。1972年沖繩政權移交後的美軍基地問題。
- 在中華人民共和國從1966年開始的文化大革命，1967年1月也因為上海的一月風暴而造成全國範圍的全面奪權，1968年達至高潮。
- 在巴西，1968年聖保羅街頭大遊行抗議軍事獨裁右翼政權，被鎮壓。

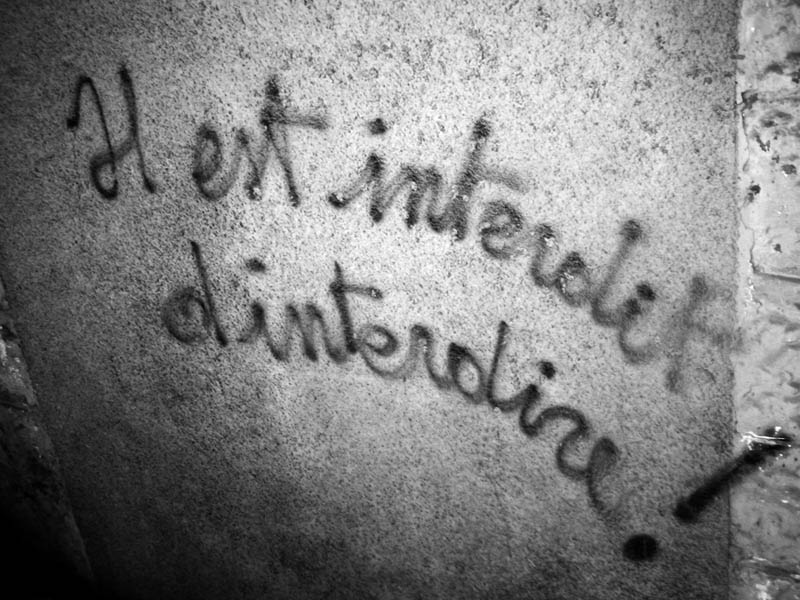
1968年5月巴黎口號之一：「禁止禁止！」
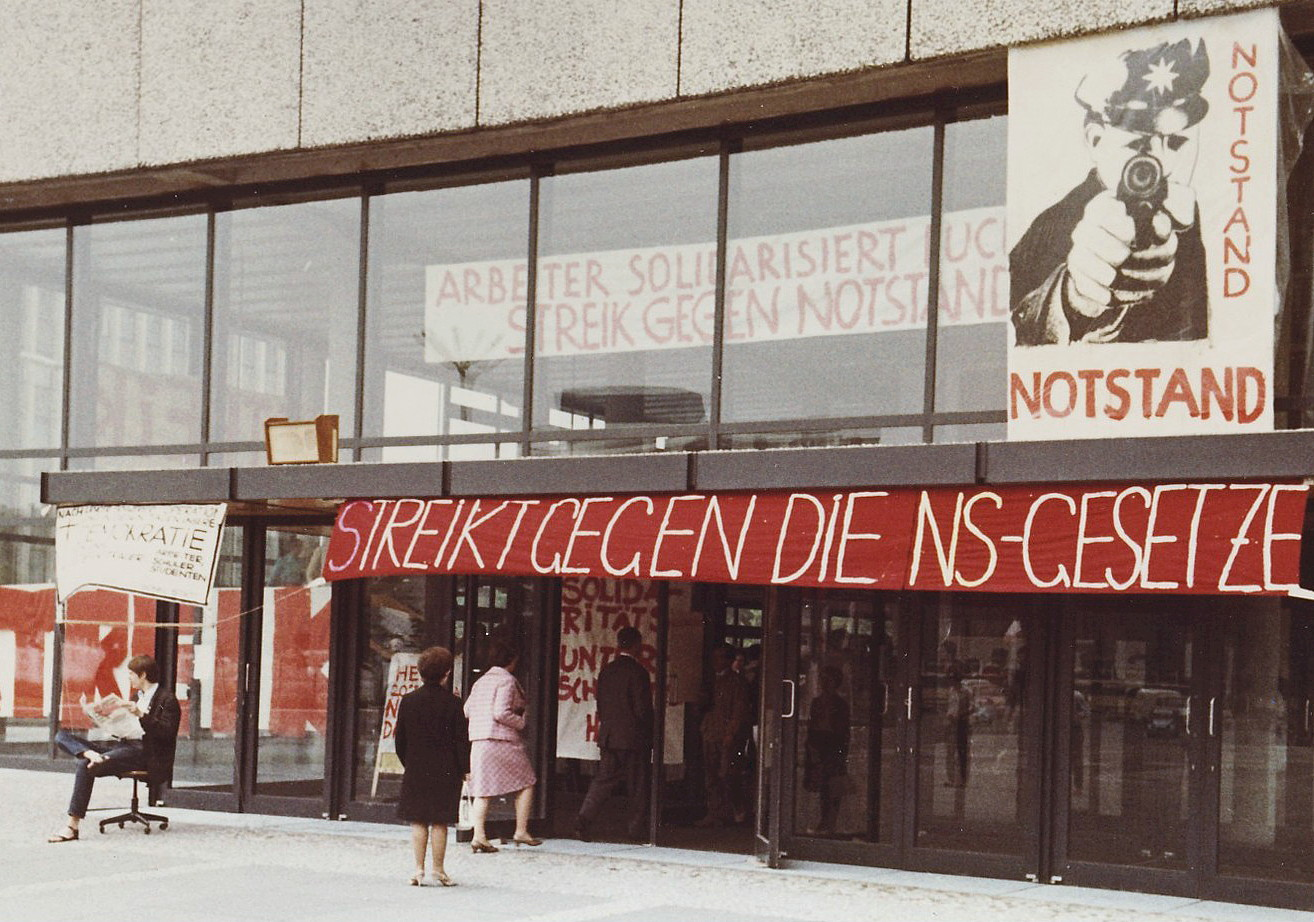
1968年5月學生抗議，地點在柏林工業大學建築設計系館，抗議德國戒嚴令（德语：Deutsche Notstandsgesetze）實施
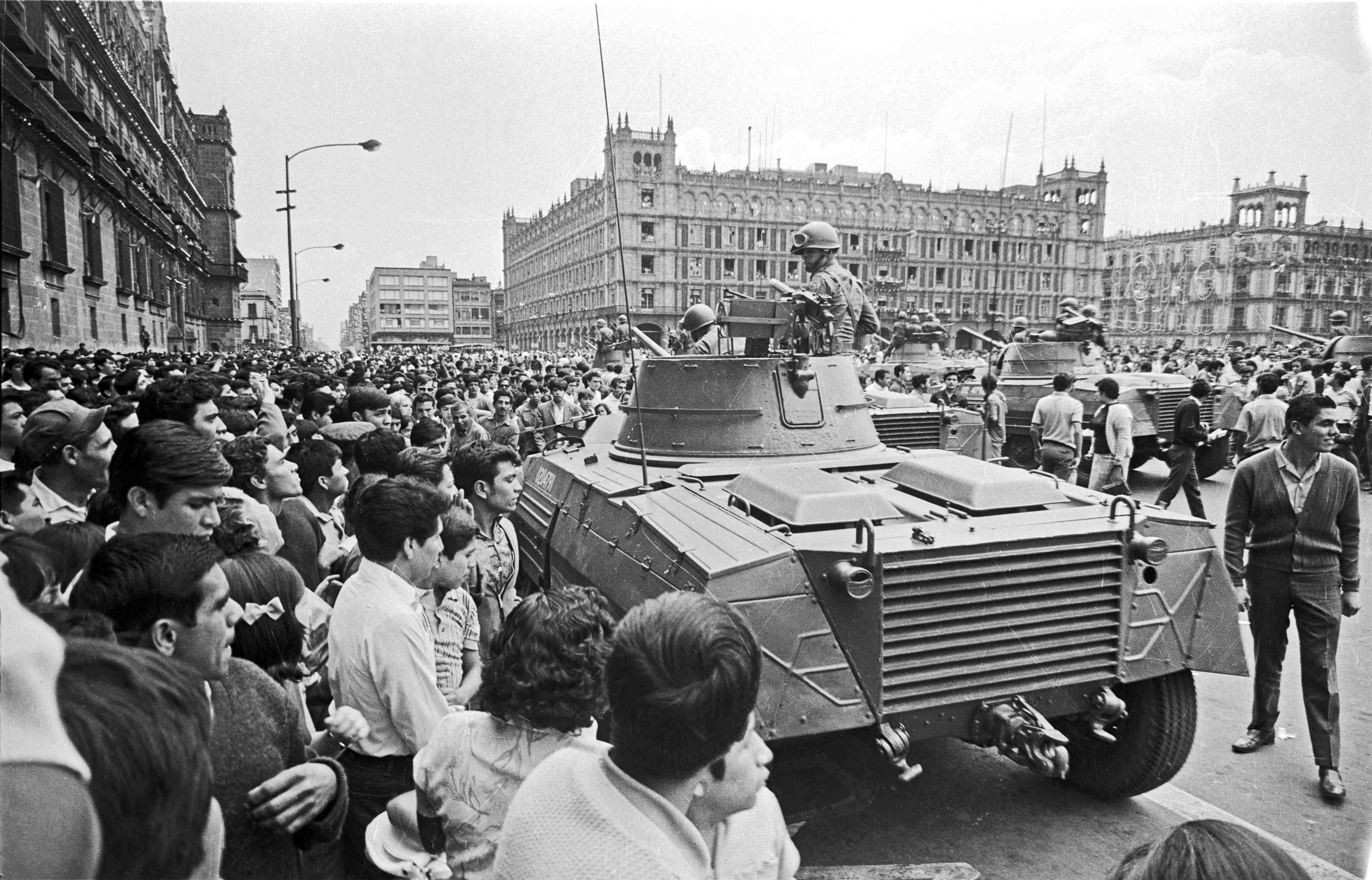
1968年墨西哥城示威抗議

## 其他
- 「保釣運動」，始於1970年，是由來自香港、臺灣和海外華人為了回應日本宣稱擁有釣魚島主權，而發起的一系列民間運動，其運動逐漸擴展至全球華人。在台灣參與者多轉向左傾，至今備受左統派推崇。

- 伊斯蘭世界新左浪潮，1967年第三次中東戰爭嚴重打擊阿拉伯國家，使政治運動轉向左派的激進路線反殖民鬥爭，阿拉伯民族主義色彩濃厚。

### 相关文献
- Croker, Richard, , New York: Springboard Press, 2007
- Kurlansky, Mark, , New York: Random House Publishing group, 2004